# 橋本テツヤ
橋本 テツヤ（はしもと てつや、1944年11月11日 - ）は、コラムニスト、フリージャーナリスト、司会者、アナウンサー、ナレーター、番組制作会社経営者。
メンタルケア学術学会認定・メンタルケア心理士（心理カウンセラー）。肥満予防健康管理士。
東京都目黒区出身。慶應義塾大学文学部卒業。

## 略歴
趣味は料理、特技は着付け。大学在学中、東宝の記録映画「ユニバーシアード東京大会」のナレーターに抜擢される。
東京六大学軽音楽ジャズフェスティバルの司会で活躍後、文化放送に入社。
ラジオ深夜番組（『セイ!ヤング』等）を立ち上げ、パーソナリティをみのもんたらと共に務め、後に様々なテレビ番組のアナウンサーや司会などを務める。
主な出演、企画番組は『クイズ100人に聞きました』、『欽ちゃんの仮装大賞』、『アッコにおまかせ!』、『びっくり日本新記録』など。『クイズ100人に聞きました』では「屋根裏のアナウンサー」の愛称で親しまれ、長くお茶の間に知られる存在だった。
NHK BS2の生放送「素敵な土曜日 平成小町」ではナレーターを務めたが、一切録音を用いなかった。
趣味として着付けを行い、きもの着付師の資格を持つ。
古代衣装に造詣が深く皇太子徳仁親王成婚時、雅子妃が着用した「十二単」をNHKテレビで解説。
1983年（昭和58年）。番組の企画制作、イベント制作会社・㈱OTB（オフィステツヤブレーン）を立ち上げ、演出、構成、撮影、音楽、ナレーションまでを担当し、現在に至る。
月刊誌「エルネオス」において、「橋本テツヤの一針見血」を2004年8月から2020年9月の同誌廃刊まで連載した。
日刊ゲンダイ「橋本テツヤ あのヒット曲を追っかけろ!」を2016年3月まで7年間連載後、「昭和ヒット曲全147曲の真実」というタイトルで2016年9月にKADOKAWAから文庫本として発売。その後も同紙で「橋本テツヤの快適老齢術」を2018年12月まで2年2か月連載後、「幸せな老後は65歳までに決まる」というタイトルで2019年11月に双葉社から単行本として発売。
1988年、「全国スポーツレクリエーション祭」制作協力で文部大臣から感謝状授与。2012年4月、東久邇宮記念賞受賞。
全国各地で講演活動を積極的に行っている。

## 主な企画・出演番組

### ラジオ
- 文化放送
  - セイ!ヤング - 初代パーソナリティ
  - 歌謡ヤングスポット
  - イエスタディズポップ
  - ハローサタデー
- ニッポン放送
  - テッチャンカヨちゃん歌謡曲だよ
  - キャンパスポップス
- TBSラジオ
  - 歌謡天国
  - コロンビアアワー
  - ミュージック&トリップ
  - 歌謡曲を追っかけろ!
- ラジオ日本
  - 歌謡曲来週のベストテン
  - 橋本テツヤの面白談話室
- NHK-FM
  - サックスフルドリーム - 朗読

### テレビ
- 日本テレビ系
  - びっくり日本新記録（よみうりテレビ） - 初代司会、アシスタントはうつみ宮土理
  - 竹村健一の世相講談 - 司会
  - ルックルックこんにちは - コーナー司会
  - 欽ちゃんの全日本仮装大賞 - ナレーター
- TBS系
  - クイズ100人に聞きました - 屋根裏のアナウンサー
  - 超豪華!番組対抗かくし芸
  - クイズまるごと大集合
- フジテレビ系
  - 奥様クイズ - 司会
  - よろしくメカドック（アニメ） - 実況役　
  - おはよう!ナイスディ
  - ちびっこナツメロ歌合戦 - 司会
- テレビ朝日系
  - アフタヌーンショー - コーナー司会
  - お笑い他流試合 - 司会
  - 豪快!世界のスポーツ野郎たち - 実況ナレーション
  - ダブル激走 - 実況ナレーション
  - 象印ヒット作戦 1!2!3! - 司会
  - 女の広場
  - ワイドワールドスポーツ - 実況ナレーション
- テレビ東京系
  - ザ・ロンゲストショー - 初代司会
  - 親子ゲームSL大作戦! - 司会
- NHK BS放送
  - 「素敵な土曜日平成小町」ナレーション

## 制作参加番組
- TBS
  - アッコにおまかせ!（企画、構成）
- テレビ東京
  - 週末旅発見（企画、構成、制作）
  - 虹色紀行（企画、構成、制作）

## ゲスト出演
- 文化放送
  - くにまるジャパン 極 - 「本屋さんへ行こう!」コーナー（2016年11月7日 - 11日）[1]

## 主な著作
- 『幸せな老後は65歳までに決まる』(ISBN 978-4-575-31508-0) (双葉社) 2019年
- 『迷いを断つ諺（ことわざ）』（ISBN 978-4-04-601934-9）（KADOKAWA）2017年
- 『昭和ヒット曲全147曲の真実』（ISBN 978-4-04-601794-9）（KADOKAWA）2016年
- 『お父さんが娘に伝えたい!花嫁の「知」力』（ISBN 978-4901007405）（音羽出版）
- 『橋本テツヤのテレビ式 読んで声出す脳の若がえりBOOK』（ISBN 978-4-88469-373-2）（太陽出版）
- 『ことわざびじん』（ISBN 978-4-88469-480-7）（太陽出版）
- 『脳のアンチエイジング2日前の日記帳』（ISBN 978-4-88469-723-5）（太陽出版）
- 『恋女房』(ASIN B0012DRLNI)（インターナショナルミュージック）「作詞」
- 『恋色の甘いブルース』（YZIM-25001）（インターナショナルミュージック）「作詞」
- 『北かもめ』（YZM-15074）（インターナショナルミュージック）「作詞」